# صندوق صغير

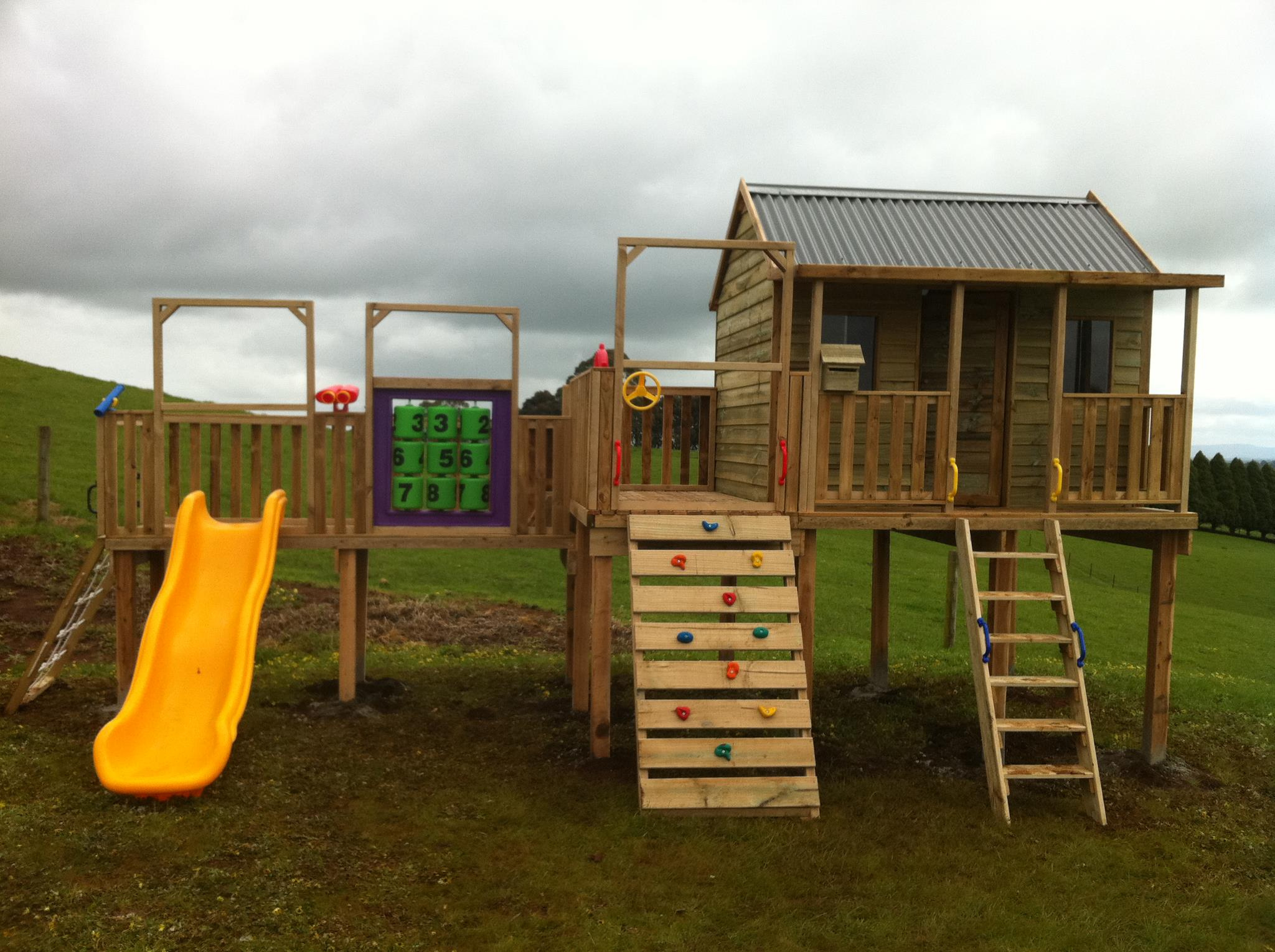
منزل حديث مصمم للعب الأطفال

صندوق صغير هي الحفرة الحجرية، أو الكهوف، أو الحجرة هي مكان صغير، دافئ، يمكن اعتباره واستخدامه كمكان آمن للأطفال. قد يتم تشييد هذا من قبل الأطفال أنفسهم واستخدامه كمكان للعب. . أطفال التوحد مغرمون بشكل خاص بمثل هذه الأماكن. قد يكون لدى الأطفال سقيفة صغيرة أو بيت للعب أو خيمة يستخدمونها كمنزل صغير. قد يبني الأطفال بيوتهم في أماكن مختلفة في المنزل أو الحديقة، أو يكون لهم حجيرة جاهزة. علاج خيالية الأسترالية السعي لحجيرة مثالية يمكن العثور عليها في أورسولا دوبوسارسكي الصورة وحجيرة البيت، يتضح من ميتش فاين.

## علم أصل الكلمة
يشير المصطلح إلى «شبل» في اللغة الإنجليزية القديمة  أحيانًا ما يكتب «الحفرة السدفة» ككلمة واحدة.

## معاني مختلف البلدان
في جنوب أفريقيا، الفتحة الحجرية هي الكلمة بالنسبة لمقصورة القفازات في السيارة.
في إنجلترا وكندا، قد يشير إلى الخزانة تحت الدرج. و، هو مرادف للتخزين الثلاثي المشي في الواقعة مباشرة تحت السلالم الداخلية للمنزل.
في الولايات المتحدة، غالباً ما يشير الثوب السميك إلى مساحة صغيرة مربعة الشكل أو مستطيل حيث يمكن للأطفال الاحتفاظ بممتلكاتهم الشخصية، مثل إعداد الحضانة أو رياض الأطفال. غالباً ما يتم إنشاء هذه الثقوب الحجرية من نفس المواد مثل رفوف الكتب ولها مظهر مشابه باستثناء تقسيم القباب بأنفسهم.